# Ночной рынок

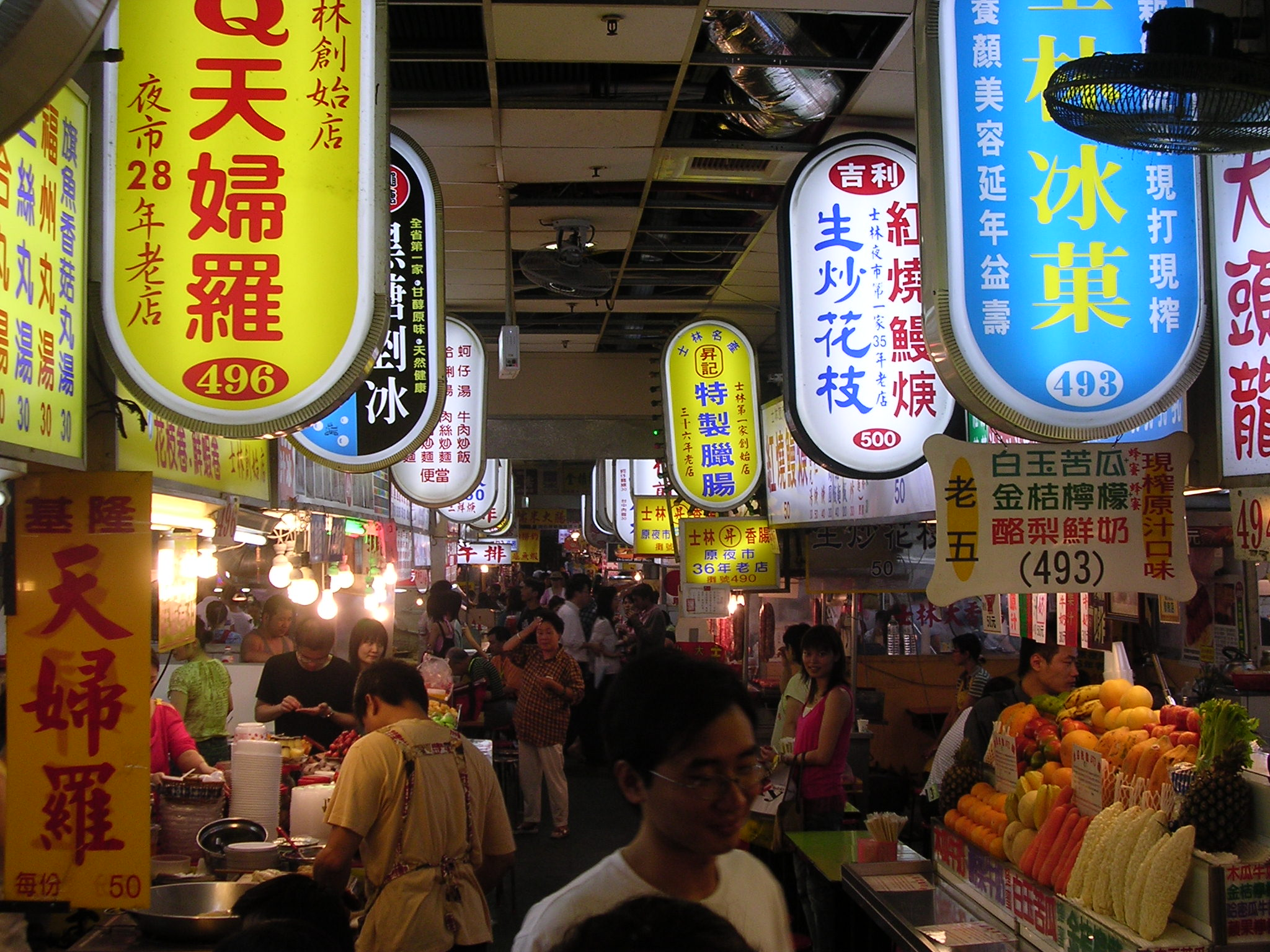
Ночной рынок Шилинь

Ночные рынки (夜市, пиньинь: yèshì) — уличные рынки, работающие в вечернее и ночное время и предназначенные скорее для неспешных прогулок, мелких покупок и наслаждения пищей, чем рассчитанные на деловые покупки дневные рынки. Обычно это рынки под открытым небом.

## Географические распространение
Ночные рынки распространены в странах Юго-Восточной Азии. Особенно популярны в Гонконге и на Тайване, где встречаются практически в каждом городе. Ночные рынки начинают работу после вечернего часа пик. Вдоль проезжей части появляются торговые ряды, а сама проезжая часть превращается в пешеходную зону. Ассортимент товаров включает в себя игрушки, сувениры, одежду и обувь, кондитерские изделия и фрукты. Также на ночных рынках можно попробовать традиционную еду и напитки, например на Тайване это говяжий бульон с лапшой (牛肉麵), вонючий тофу (臭豆腐), китайский блин «цунчжуабин» (蔥抓餅) или «жемчужный» молочный чай (珍珠奶茶). Ночные рынки пользуются популярностью как среди местного населения, так и у туристов. Одним из крупнейших и наиболее известных ночных рынков на Тайване является Шилинь (士林) в Тайбэе. В Гонконге имеется шесть больших ночных рынков, самым популярным из которых считается Ночной рынок на Тэмпл-стрит (廟街的夜市) в Коулуне.

### Северная Америка
Ночные рынки также разбиваются в некоторых частях Северной Америки, в основном — на Западном побережье. Они связаны с тайваньско-американскими студенческими организациями, ежегодно устраивающими культурные мероприятия в стремлении воссоздать праздничную атмосферу и насладиться уникальным духом ночных рынков.